# German Cargo
German Cargo Services GmbH, opérant sous le nom de German Cargo, était une compagnie aérienne de l'Allemagne de l'Ouest qui assurait des vols cargo pour le compte de Lufthansa, dont elle était une filiale à 100 %.

## Histoire
Les règlements de l'IATA de l'époque limitaient les services de fret que Lufthansa pouvait proposer. Ainsi, German Cargo fut créée en 1977 comme compagnie aérienne non membre de l’IATA, afin de prendre en charge les opérations de fret affrété de Lufthansa. Les vols ont débuté le 8 mai de la même année, initialement avec un Boeing 707, et la compagnie était basée à l'aéroport de Francfort, le hub de Lufthansa.
En 1993, Lufthansa a réorganisé ses activités de fret, en scindant German Cargo en deux nouvelles entités indépendantes : Lufthansa Cargo pour les vols de fret réguliers (qui hérita de l’indicatif OACI de German Cargo), et Lufthansa Cargo Charter pour les services affrétés et de location. German Cargo fut renommée le 1er mai de cette année et opéra brièvement sous le nom de Lufthansa Cargo Airlines. L’indicatif radio de German Cargo fut ensuite réutilisé pour la coentreprise de Lufthansa avec DHL et AeroLogic.

## Flotte
Au début de son exploitation, German Cargo exploitait une flotte de quatre Boeing 707. Ceux-ci furent remplacés par des Douglas DC-8, qui constituèrent l’essentiel de la flotte pendant la majeure partie de l’existence de la compagnie. À partir de 1990, des Boeing 747 de plus grande capacité ainsi que des Boeing 737 plus petits furent utilisés, avant d’être transférés à Lufthansa Cargo. Plus précisément, German Cargo a exploité les types d’avions suivants (tous configurés pour le fret, :
| Appareil       | Introduction | Retrait |
| -------------- | ------------ | ------- |
| Boeing 707     | 1977         | 1985    |
| Boeing 737-200 | 1990         | 1993    |
| Boeing 747-200 | 1990         | 1993    |
| Douglas DC-8   | 1984         | 1993    |

Durant les années 1970 et 1980, les avions étaient peints en jaune uni. À partir de 1990, une livrée similaire à celle utilisée par Lufthansa a été adoptée, avec toutefois une dérive jaune arborant le logo de German Cargo.

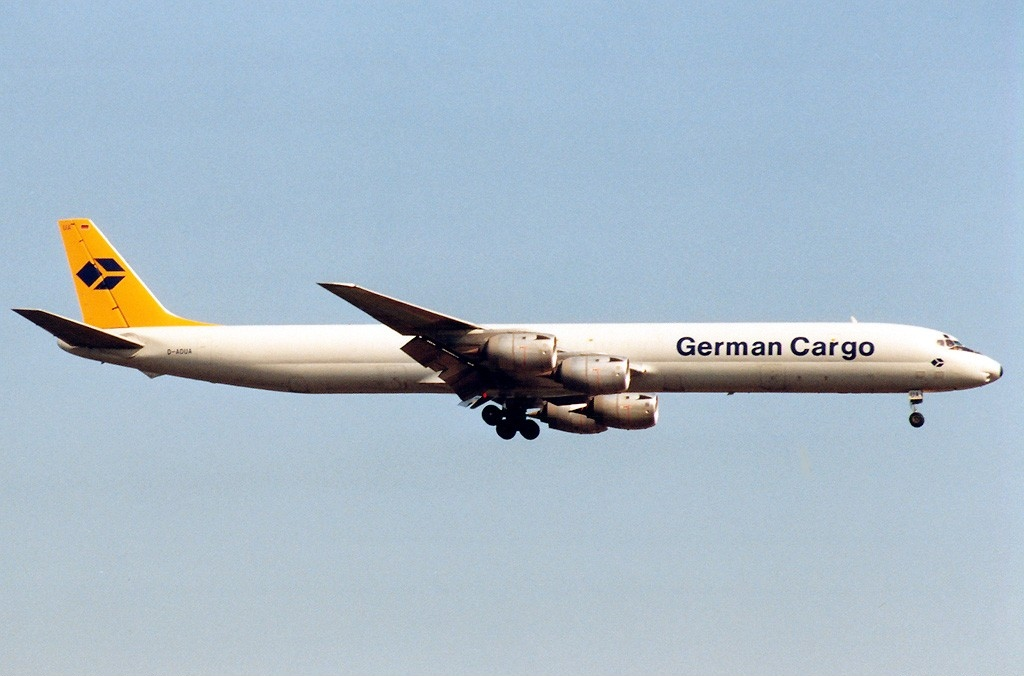
Un Douglas DC-8 de German Cargo à l'approche de l'aéroport de Francfort en 1992.
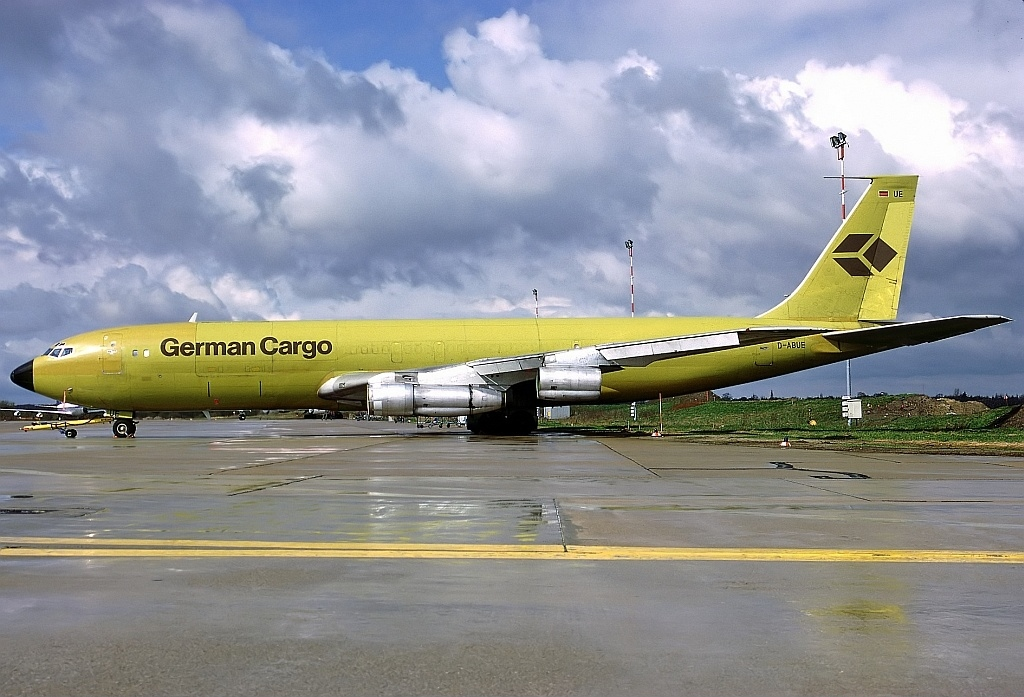
Un Boeing 707 de German Cargo à l'aéroport de Hambourg en 1985.
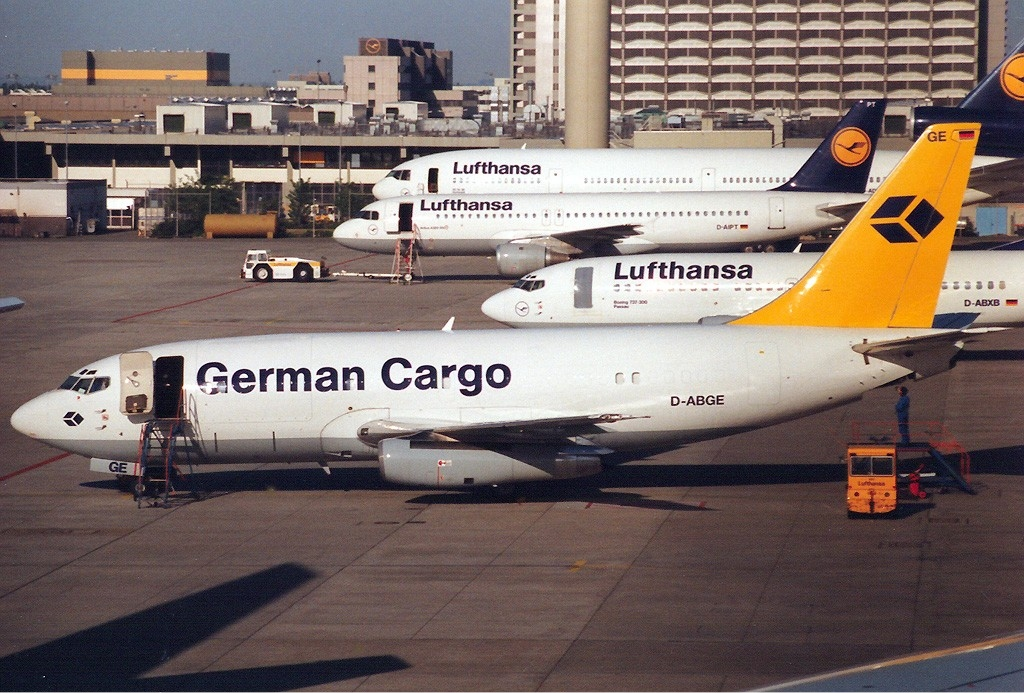
Un Boeing 737-200 de German Cargo à l'aéroport de Francfort en 1991.